# Tubanten
Die Tubanten oder Tubanti (lateinisch Tubantes, altgriechisch Τούβαντοι Toubantoi) waren ein antiker germanischer Volksstamm. Gegen Ende der Zeit der Völkerwanderung lebten die Tubanten im Osten der heutigen Niederlande in der heutigen Region Twente, sowie im Gebiet der heutigen deutschen Landkreise Borken, Steinfurt (beide Nordrhein-Westfalen) und Grafschaft Bentheim (Niedersachsen).

## Geschichte

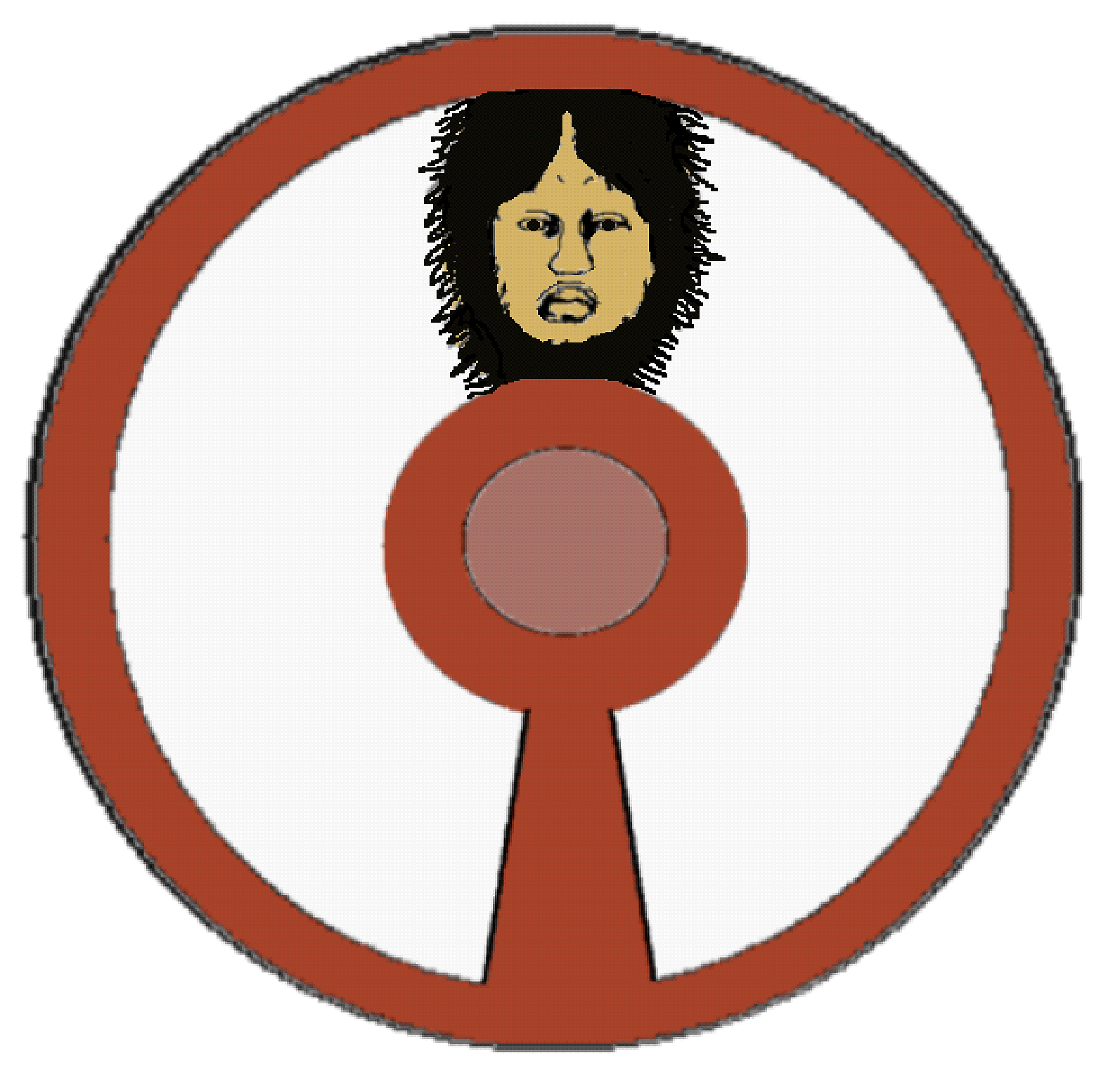
Schildzeichen der Tubantes (Auxilia palatina) im spätrömischen Feldheer des Magister militum praesentalis II

In den Berichten des Geschichtsschreibers Publius Cornelius Tacitus über die Expedition des römischen Feldherrn Germanicus im Jahr 14 n. Chr. nach Norddeutschland und ins Gebiet der heutigen Niederlande werden die Tubanten als Tubanti erwähnt. Zusammen mit den Usipetern und den Brukterern kamen sie den Marsern gegen die römischen Truppen zu Hilfe und stellten dem Germanicus in einer Waldschlucht einen Hinterhalt. Auch im Jahr 308 n. Chr. gab es eine Konfrontation mit den römischen Truppen, die unter Kaiser Konstantin die Brukterer angriffen. In der germanischen Koalition, die den Brukterern zu Hilfe kam, waren auch die Tubanten vertreten.
Erneut, im Jahr 321 n. Chr, berichtet Nazarius in seiner Lobrede auf Konstantin den Großen von einem Sieg des Kaisers über einen großen Bund der Brukterer, Chamaven, Alamannen und Tubanten.
Den Franken Mallobaudes, der nach 374 n. Chr. den Alemannen Macrianus besiegte. sieht Ludwig Schmidt als König der Usipeter-Tubanten an.
Nach dem Sieg Konstantins über die Brukterer und die mit ihnen verbündeten germanischen Stämme ließen sich die Tubanten als Hilfstruppen anwerben; daher sind in der Notitia dignitatum um 400 n. Chr. unter anderen Tubanten als auxilia palatina Tubantum, römische Hilfstruppe der Tubanten in der Hofarmee des Kaisers, im Westen bzw. im Osten des Römischen Reiches angeführt, die wohl noch – so Theodor Mommsen – von Konstantin eingerichtet worden ist.  Dies gilt als die letzte Erwähnung der Tubanten. Sie sind dann in die ripuarischen Franken bzw. Moselfranken aufgegangen. 

## Sonstiges
Es gibt eine niederländische Tageszeitung in Enschede mit dem Namen Tubantia (De Twentsche Courant Tubantia). In der Bezeichnung dieser Tageszeitung sowie im Namen von Sportvereinigungen (zum Beispiel in dem des Fußballclubs H.V.V. Tubantia, Hengelo) lebt der Name der Tubanten weiter. Es gab auch ein niederländisches Schiff namens Tubantia.